# John Chamberlain
Pour les articles homonymes, voir Chamberlain.
John Angus Chamberlain est un artiste plasticien américain né le 16 avril 1927 à Rochester (Indiana), mort le 21 décembre 2011. Son travail, caractérisé par l'utilisation de fragments d'automobile écrasés et soudés, a acquis la célébrité dans les années 1960, considéré tantôt comme un essai de transposer en trois dimensions les recherches de l'expressionnisme abstrait, tantôt comme une composante du pop art. 

## Biographie
John Chamberlain passe son enfance à Chicago puis, après avoir servi dans la Marine américaine de 1943 à 1946, il suit les cours de l'Art Institute of Chicago (1951-1952). Son travail, influencé par David Smith, prend alors pour base des tubes et des lames de métal soudés. Il étudie et enseigne la sculpture au Black Mountain College en Caroline du Nord (1955-1956) où il se lie avec des poètes comme Robert Creeley, Robert Duncan et Charles Olson. 
Il s'installe à New York en 1956. L'année suivante, il réalise Shortstop, sa première sculpture incorporant des pièces et débris d'automobiles, technique sur laquelle il se concentre à partir de 1959, réalisant des pièces conçues la plupart du temps pour être accrochées au mur. 
Chamberlain obtient sa première exposition personnelle importante à la galerie Martha Jackson de New York en 1960. Dès le début des années 1960, son travail acquiert la célébrité. Il figure dans l'exposition Art of Assemblage au Museum of Modern Art de New York en 1961 et, la même année, participe à la biennale de São Paulo. À partir de 1962, il est fréquemment exposé à la galerie Leo Castelli de New York. Il participe à la biennale de Venise en 1964
Tout en continuant de travailler sur les débris d'automobile, Chamberlain expérimente avec d'autres matériaux. De 1963 à 1965, il réalise des peintures géométriques avec de la peinture pour carrosseries en aérosol. En 1966, il reçoit deux fellowships de la Fondation John-Simon-Guggenheim et entreprend une série de sculptures en mousse d'uréthane roulée, pliée et liée. En 1970, celles-ci sont suivies par des sculptures de métal fondu ou écrasé et de plexiglas fondu.
Au début des années 1970, il revient à de grandes sculptures faites à partir d'éléments d'automobiles. Entre 1972 et 1975, il assemble ces sculptures sur le ranch du collectionneur Stanley Marsh à Amarillo (Texas). L'ensemble de dix œuvres ainsi réalisées, baptisées d'après des villes et comtés du Texas, les Texas Pieces, est présenté dans le jardin de sculptures du Dag Hammarskjold Plaza à New York en 1973 et au Contemporary Arts Museum de Houston en 1975 ; huit de ces pièces sont aujourd'hui présentées à la Fondation Chinati à Marfa (Texas). En 1977, Chamberlain commence à s'intéresser à la photographie, travaillant avec un appareil Wide-lux panoramique. 
En 1971, il avait obtenu sa première rétrospective au Musée Solomon R. Guggenheim de  New York. Une seconde rétrospective est présentée au Museum of Contemporary Art de Los Angeles en 1986. 
En 1993, Chamberlain reçoit la Skowhegan Medal for Sculpture et le Lifetime Achievement Award in Contemporary Sculpture de l'International Sculpture Center de Washington DC. Il a été élu membre de l'American Academy and Institute of Arts and Letters de New York en 1990 et a reçu le Distinction in Sculpture Honour du Sculpture Center de New York en 1999.
John Chamberlain vit et travaille à Shelter Island Heights (New York).

## Œuvre
John Chamberlain a toujours récusé toute idée de critique sociale dans l'utilisation qu'il fait de carcasses d'automobiles, symboles de la société de consommation américaine. Il affirme qu'il utilise les tôles de voiture seulement pour leur intérêt formel et dit travailler sans plan préétabli, laissant la matière s'exprimer.
Chamberlain utilise le caractère relativement malléable de la tôle pour la plier et la froisser. La surface colorée du métal évoque la peinture sans lui ressembler tout à fait.
Son travail a été comparé à celui du sculpteur français César pourtant très différent, César travaillant les carcasses de voiture avec un broyeur pour en faire des compressions.

### Source
- Notice sur le site du Musée Solomon R. Guggenheim